# Логічна електронна таблиця
Логічна електронна таблиця — це електронна таблиця, в якій формули мають форму логічних обмежень, а не визначень функцій.
У традиційних системах електронних таблиць, таких як Excel, комірки поділяються на «безпосередньо визначені» та «обчислювані», а формули, використовувані для визначення значень обчислюваних комірок, є «функціональними», тобто для кожної комбінації значень безпосередньо вказаних клітинок формули визначають унікальні значення для обчислених комірок. Логічні електронні таблиці пом’якшують ці обмеження, обходячись без відмінності між безпосередньо визначеними та обчислюваними комірками та переходячи від функціональних визначень до логічних обмежень.
Як ілюстрацію різниці між традиційними та логічними таблицями розглянемо просту числову таблицю з трьома комірками A, B і C. Кожна комірка приймає одне ціле число як значення; і є формула, яка стверджує, що значення третьої клітинки є сумою значень двох інших клітинок.
Реалізована як традиційна електронна таблиця, ця електронна таблиця дозволить користувачеві вводити значення в клітинки A і B, і вона автоматично обчислюватиме клітинку C. Наприклад, якщо користувач введе 1 в A і 2 в B, він отримає значення 3 в C.
Реалізація логічної електронної таблиці дозволяє користувачу вводити значення в будь-яку з комірок. Користувач може ввести 1 в A і 2 в B, і електронна таблиця обчислить значення 3 в C. Крім того, користувач може ввести 2 в B і 3 в C, і електронна таблиця обчислить значення 1 в A тощо.
У цьому випадку формула функціональна, а функція оборотна. Загалом, формули не обов’язково мають бути функціональними, а функції — оборотними. Наприклад, у цьому випадку можна написати формули, що включають нерівності та необоротні функції (наприклад, квадратний корінь). Загалом, створюється електронна таблиця зі символьними, а не числовими даними, і записуються довільні логічні обмеження для цих даних.